# Malajski polotok
Malajski polotok (tudi Malaški polotok) je polotok v jugovzhodni Aziji.
Malajski polotok je najjužnejši del azijske celine; leži na jugu Indokine, je južni konec zadnjega indijskega polotoka, med Indijskim oceanom in Južnokitajskim morjem. Južni del polotoka se imenuje tudi Polotoška Malezija. Njegova površina je okoli 237.000 km². V smeri sever - jug polotok dolg okoli 1200 km, 44 km široka zemeljska ožina Kra ga loči od Indokitajskega polotoka. Na polotoku je do 2187 m visoko hribovje, vmes pa ozke dolinske ravnice z rodovitno prstjo.

## Geografija
Malajski polotok se nahaja med Tajskim zalivom na severovzhodu, Južnokitajskim morjem na vzhodu, Singapurskim prelivom in ožino Johor na jugu, Melaškim prelivom na jugozahodu in Andamanskim morjem na zahodu. Tako ločuje območja severovzhodnega Indijskega oceana od zahodnega Pacifika.
Na polotoku so deli ozemelj držav Mjanmar, Tajske in Malezije.
Na severu se Malajski polotok začne okoli 13 stopinj severne zemljepisne širine in odcepi od dejanske azijske celine in glavnega območja Indokine, in meji na vzhodni del sosednjega Indokitajskega polotoka. Severna meja je približno enaka imaginarni ravni liniji od Tavoya (približno 14° severne širine) v Mjanmaru do Bangkoka (13,73° N) na Tajskem. Na jugu se razteza do ožine Johor v malezijskem mestu Johor Bahru, ki je skoraj na ekvatorju, okoli 1° severne zemljepisne širine; južni del polotoka se imenuje Polotoška Malezija ali Melaka.
Dolžina tako imenovane sredinske črte celotnega Malajskega polotoka od Tavoya do Johor Baharuja je 1555 km. Najožji del je pri zemeljski ožini Kra, kjer je le 44 km širok.
Jugozahodno od Melaškega preliva leži indonezijski otok Sumatra, ki pripada tako kot Borneo Velikim Sundskim otokom. Južno od ožine Johor je otok in mesto država Singapur, južno od Singapurskega preliva so indonezijski otoki Riau.

### Pokrajina
Površina Malajskega polotoka je razvejena. Gorska območja se menjajo z nižinami, jezeri in plažami, kot tudi tipičnimi za ekvator, področji deževnega gozda.

#### Gorska pokrajina
Na polotoku poteka južno nadaljevanje zadnje indijske centralne verige, ki ji pripada tudi gorovje Perak. V tem gorskem območju, ki leži na jugu polotoka, je najvišji vrh je 2187 m visoka gora Gunung Tahan in malo naprej proti zahodu leži gorska veriga z 2184 m visoko Gunung Korbu (Malezija). Na skrajnem jugu polotoka je 1.010 metrov visoka Gunung Belumut (Malezija). Srednji del, ki ga deli ožina Kra, je še posebej nizek. Kljub temu pa se dviga iz te nižine 1786 m visok Khao Luang (Tajska). Na severnem delu se Taung (Mjanmar / Tajska) dvigne 1.330 m visoko.

#### Deževni gozd in vode
Zahodna obala polotoka je ekonomsko bolj napredna kot njegova vzhodna obala. Na celinskem delu še vedno lahko najdemo ostanke deževnega gozda. V narodnem parku Taman Negara na severu malezijskega dela polotoka, je džungla. Južno od njega je težko dostopno jezero Chini (tasek Chini), legendarno močvirno jezero, v katerem naj bi potonilo starodavno mesto. V osrednjem delu polotoka je jezero Songkhla (tudi "jezero Songkhla", tajsko: ทะเลสาบ สงขลา), raj za ribe pa so lagune nedaleč od vzhodne obale.
Najdaljša reka na polotoku je reka Pahang (malezijsko:Sungai Pahang), dolga 459 km, odmaka pa 29.300 km2. Še ena velika  reka je Perak (malezijsko: Sungai Perak), ki izvira v pogorju Perak na Tajski meji in teče proti Melaškemu prelivu. Dolha je 400 km in odmaka 14900 km2.

## Podnebje
Za polotok so značilna tri območja, zahodne obale, notranjost in vzhodne obale. Ta tri področja se razlikujejo predvsem po padavinah.

## Politična struktura

### Države
Na Malajskem polotoku ležijo:
- Malezija – zahodni del države
- Mjanmar – skrajni južni del države
- Tajska – južni del države

### Obrežne države
Države, ki mejijo na Malajski polotok, so
- Indonezija – na jugu, onstran Melaškega preliva
- Singapur – na jugu, pod ožino Johor

## Zgodovina
Že grškemu geografu Ptolemeju (1. stoletje) ji bil znan Malajski polotok. V svojem svetovnem atlasu Geographike hyphegesis ga je poimenoval Zlati polotok (grško: Χρυσή χερσόνησος, Chryse Chersonesos). Kasnejši kartografi so sprejel to ime v latinskem prevodu Aurea Chersonesus ali Chersonesus Aurea.
Na jezeru Chini še vedno živijo Orang Asli, avtohtoni prebivalci Malajskega polotoka. Od leta 1293 do konca 15. stoletja je obstajalo Majapahit, zadnje veliko hindujsko kraljestvo v Malajskem arhipelagu, ki je obsegalo tudi druge dele Malajskega polotoka v času svojega največjega obsega.
Med kolonizacijo polotoka so si ga podajale konkurenčne evropske države Portugalska, Anglija in Nizozemska, saj je bil Melaški preliv pomemben prehod na začimbni poti in prehod v trgovanje s Kitajsko. Mesto Melaka (Bandaraya Melaka) je bilo ustanovljeno v 15. stoletju je bila leta 1511 portugalska, 1641 nizozemska in 1824 britanska. Od leta 2008 je zgodovinski del mesta na seznamu Unescove svetovne dediščine.
Med drugo svetovno vojno je polotok osvojila japonska vojska. Po vojni je Singapur prejel status Kronska kolonija s samoupravo. V drugih subregijah je potekal gverilski boj proti Britancem.
31. avgusta 1957 se je Malajska zveza osamosvojila od Velike Britanije in končno združila leta 1963 s Singapurjem, Sarawak in Sabahom v federacijo Malezije, iz katere je Singapur kasneje izstopil.

## Morja
Malajski polotok meji na naslednja morja:
- Indijski ocean
  - Andamansko morje
- Tihi ocean
  - Avstralazijsko sredozemsko morje
    - Južnokitajsko morje
      - Tajski zaliv
      - Ožina Johor

## Otoki
Pred Malajskim polotokom ležijo otoki in otoške skupine:

### Indijski ocean z notranjimi morji
- Andamani in Nikobari
  - Andamani
  - Nikobari
- Ko Lanta, Provinca Krabi
- Ko Libong, Amphoe Kantang, Provinca Trang
- Ko Li Pe (tudi: Koh Li Pe ali Ko Lipe), del narodnega parka Tarutao (tajsko อุทยานแห่งชาติตะรุเตา), Provinca Satun
- Ko Muk, del Narodnega parka Hat Chao Mai (tajsko: อุทยานแห่งชาติหาดเจ้าไหม – plaža gospoda Seide), Provinca Trang
- Ko Phayam, del Narodnega parka Mu Ko Phayam (tajsko: อุทยานแห่งชาติหมู่เกาะพยาม – arhipelag Phayam)
- Ko Sukhon, Amphoe Palian, Provinca Trang
- arhipelag Ko Yao, sestavljen iz Ko Yao Yai in Ko Yao Noi, Provinza Phang-nga
- Langkawi
- arhipelag Mergui
- otoki Similan (prej otoki Seyer)
- otok Phuket
- Penang
- Sumatra

### Tihi ocean z notranjimi morji
- Borneo
- otoki Riau, med njimi:
  - otoki Anambas
  - Batam
  - Bintan
  - Karimun
  - otoki Lingga
  - otoki Natuna
- arhipelag Samui, med njimi:
  - Nang Yuan
  - Ko Pha-ngan
  - Ko Samui
  - Koh Tao
- Sumatra
- Tioman